# Neocolpodia
Neocolpodia is een muggengeslacht uit de familie van de galmuggen (Cecidomyiidae).

## Soorten
- N. paradoxa Mamaev, 1964
- N. pinea (Felt, 1907)